# Čupavice
Čupavice (lat. Aizoaceae) Porodica Aizoaceae sadrži 125 rodova i oko 1900 vrsta.
Biljke iz ove porodice poznate su pod nazivom kamene biljke i pokrivači od korova. U staroj klasifikaciji ova porodica je pripadala u Ficoidaceae. Većina vrsta iz ove porodice dolazi iz južne Afrike, ali nekoliko vrsta je i iz Australije i s Pacifika. Nekoliko vrsta se jako razmnožava i predstavljaju pravu pošast. Vrsta poznata pod nazivom novozelandski špinat (Tetragonia tetragonioides) je uzgojena kao vrtna biljka koja uspijeva na suhom tlu i koristi se kao salata.

## Opis porodice
Porodica Aizoaceae uključuje 1880 vrsta i jedna je od najrazličitijih skupina unutar Caryophyllales, posebno u sušnim područjima u zapadnom dijelu južne Afrike. Većina vrsta su patuljasti sukulentni grmovi. Kao odgovor na oštre klimatske uvjete koji prevladavaju tamo gdje se pojavljuju, mnogi su predstavnici razvili posebne reproduktivne prilagodbe. To uključuje higrohastične kapsule (uglavnom ih nalazimo kod Mesembryanthemoideae i Ruschioideae), krilate dijaspore poput čičaka i jednosjemena i brzo klijanje sjemena nakon kiše. Proučavane su sjemenke 132 vrste iz 61 roda, a otkriveno je 18 dijagnostičkih svojstava. Sve proučavane osobine uspoređene su s onima iz drugih porodica iz jezgre Caryophyllales. Zarez sjemena i oblik embrija dodani su na popis karakteristika koje razlikuju glavne klade unutar porodice. Osim toga, prisutnost uzdužnih grebena i kobilice na sjemenu dodatna su obilježja Aizooideae odnosno kombiniranih Ruschioideae-Apatesieae. Rubovi testa stanica poput slagalice uobičajena su osobina kod Ruschioideae i Mesembryanthemoideae. Većina taksona u Aizoaceae ima tanku sjemenu ovojnicu, što je predačko stanje unutar porodice. To može olakšati brzo klijanje. Uočeno je nekoliko prijelaza na srednje debelu ili debelu ovojnicu sjemena kod pripadnika Ruschioideae i Acrosanthoideae. Oni nastanjuju okruženja sklona požarima (u tipovima vegetacije poznatim kao “fynbos” i “renosterveld”), gdje zadebljana ovojnica sjemena može zaštititi od oštećenja izazvanih vatrom. Višesjemeni plodovi su predačko stanje unutar Aizoaceae, s nekoliko prijelaza na kserohastične plodove s jednim (dva) sjemena. Potonji su raspršeni putem autohorije, zoohorije ili anemohorije. Ova se osobina razvila uglavnom u manje sukulentnim potporodicama Acrosanthoideae, Aizooideae i Sesuvioideae. U izrazito sukulentnim podporodicama Ruschioideae i Mesembryanthemoideae, plodovi su gotovo isključivo višesjemeni i higrohastični s ombrohidrohoričnim raspršivanjem. Smanjenje broja sjemenki unutar disperzivne jedinice je rijetko. Unutar Apatesieae i Ruschieae također postoji nekoliko neobičnih rodova čiji se plodovi raspadaju u merikarpe s jednom do dvije sjemenke (koje uglavnom raznosi vjetar).

## Sistematika
1. Familia Aizoaceae Martinov (1907 spp.)
  1. Subfamilia Sesuvioideae
    1. Tribus Sesuvieae
      1. Trianthema L. (29 spp.)
      2. Sesuvium L. (16 spp.)
      3. Zaleya Burm. fil. (7 spp.)

    2. Tribus Anisostigmateae Klak
      1. Anisostigma Schinz (1 sp.)
      2. Tribulocarpus S. Moore (3 spp.)

  2. Subfamilia Mesembryanthemoideae Burnett
    1. Mesembryanthemum L. (106 spp.)

  3. Subfamilia Ruschioideae Schwantes
    1. Tribus Apatesieae Schwantes ex Ihlenf., Schwantes & Straka
      1. Skiatophytum L. Bolus (3 spp.)
      2. Carpanthea N. E. Br. (1 sp.)
      3. Hymenogyne Haw. (2 spp.)
      4. Apatesia N. E. Br. (3 spp.)
      5. Conicosia N. E. Br. (2 spp.)

    2. Tribus Dorotheantheae
      1. Cleretum N. E. Br. (13 spp.)

    3. tribus Drosanthemeae
      1. Drosanthemum Schwantes (118 spp.)
      2. Lemonanthemum Klak (1 sp.)

    4. tribus Ruschieae
      1. Diplosoma Schwantes (2 spp.)
      2. Dicrocaulon N. E. Br. (7 spp.)
      3. Monilaria (Schwantes) Schwantes (5 spp.)
      4. Oophytum N. E. Br. (2 spp.)
      5. Disphyma N. E. Br. (5 spp.)
      6. Glottiphyllum N. E. Br. (16 spp.)
      7. Malephora N. E. Br. (17 spp.)
      8. Gibbaeum N. E. Br. (19 spp.)
      9. Delosperma N. E. Br. (161 spp.)
      10. Daggodora S. A. Hammer (1 sp.)
      11. Ectotropis N. E. Br. (2 spp.)
      12. Malotigena Niederle (1 sp.)
      13. Corpuscularia Schwantes (9 spp.)
      14. Trichodiadema Schwantes (34 spp.)
      15. Mestoklema N. E. Br. ex Glen (6 spp.)
      16. Meyerophytum Schwantes (2 spp.)
      17. Mitrophyllum Schwantes (7 spp.)
      18. Drosanthemopsis Rauschert (4 spp.)
      19. Jensenobotrya Herre (1 sp.)
      20. Enarganthe N. E. Br. (1 sp.)
      21. Conophytum N. E. Br. (110 spp.)
      22. Cheiridopsis N. E. Br. (40 spp.)
      23. Octopoma N. E. Br. (5 spp.)
      24. Schlechteranthus Schwantes (15 spp.)
      25. Ruschianthus L. Bolus (1 sp.)
      26. Namaquanthus L. Bolus (1 sp.)
      27. Jacobsenia L. Bolus & Schwantes (3 spp.)
      28. Rabiea N. E. Br. (6 spp.)
      29. Prepodesma N. E. Br. (1 sp.)
      30. Tanquana H. E. K. Hartmann & Liede (3 spp.)
      31. Nananthus N. E. Br. (6 spp.)
      32. Deilanthe N. E. Br. (3 spp.)
      33. Aloinopsis Schwantes (8 spp.)
      34. Pleiospilos N. E. Br. (4 spp.)
      35. Cylindrophyllum Schwantes (5 spp.)
      36. Calamophyllum Schwantes (3 spp.)
      37. Hartmanthus S. A. Hammer (2 spp.)
      38. Didymaotus N. E. Br. (1 sp.)
      39. Rhinephyllum N. E. Br. (12 spp.)
      40. Peersia L. Bolus (3 spp.)
      41. Chasmatophyllum (Schwantes) Dinter & Schwantes (6 spp.)
      42. Stomatium Schwantes (39 spp.)
      43. Mossia N. E. Br. (1 sp.)
      44. Frithia N. E. Br. (2 spp.)
      45. Neohenricia L. Bolus (2 spp.)
      46. Faucaria Schwantes (8 spp.)
      47. Orthopterum L. Bolus (2 spp.)
      48. Hereroa (Schwantes) Dinter & Schwantes (28 spp.)
      49. Rhombophyllum (Schwantes) Schwantes (5 spp.)
      50. Bergeranthus Schwantes (7 spp.)
      51. Carruanthus (Schwantes) Schwantes (2 spp.)
      52. Machairophyllum Schwantes (4 spp.)
      53. Cerochlamys N. E. Br. (3 spp.)
      54. Bijlia N. E. Br. (2 spp.)
      55. Acrodon N. E. Br. (5 spp.)
      56. Khadia N. E. Br. (6 spp.)
      57. Ebracteola Dinter & Schwantes (4 spp.)
      58. Brianhuntleya Chess., S. A. Hammer & I. Oliv. (3 spp.)
      59. Antegibbaeum Schwantes ex C. Weber (1 sp.)
      60. Antimima N. E. Br. emend. Dehn (110 spp.)
      61. Zeuktophyllum N. E. Br. (2 spp.)
      62. Smicrostigma N. E. Br. (1 sp.)
      63. Ruschia Schwantes (208 spp.)
      64. Hammeria Burgoyne (3 spp.)
      65. Esterhuysenia L. Bolus (6 spp.)
      66. Braunsia Schwantes (6 spp.)
      67. Marlothistella Schwantes (2 spp.)
      68. Vlokia S. A. Hammer (2 spp.)
      69. Dracophilus (Schwantes) Dinter & Schwantes (2 spp.)
      70. Juttadinteria Schwantes (5 spp.)
      71. Namibia Dinter & Schwantes ex Schwantes (2 spp.)
      72. Psammophora Dinter & Schwantes (4 spp.)
      73. Jordaaniella H. E. K. Hartmann (7 spp.)
      74. Ottosonderia L. Bolus (2 spp.)
      75. Nelia Schwantes (2 spp.)
      76. Argyroderma N. E. Br. (11 spp.)
      77. Phiambolia Klak (11 spp.)
      78. Titanopsis Schwantes (3 spp.)
      79. Oscularia Schwantes (24 spp.)
      80. Astridia Dinter (12 spp.)
      81. Ruschiella Klak (4 spp.)
      82. Arenifera Herre (1 sp.)
      83. Cephalophyllum N. E. Br. (33 spp.)
      84. Vanzijlia L. Bolus (1 sp.)
      85. Leipoldtia L. Bolus (13 spp.)
      86. Hallianthus H. E. K. Hartmann (1 sp.)
      87. Fenestraria N. E. Br. (2 spp.)
      88. Wooleya L. Bolus (1 sp.)
      89. Stayneria L. Bolus (1 sp.)
      90. Carpobrotus N. E. Br. (13 spp.)
      91. Sarcozona J. M. Black (2 spp.)
      92. Vanheerdea L. Bolus ex H. E. K. Hartmann (3 spp.)
      93. Lithops N. E. Br. (37 spp.)
      94. Dinteranthus Schwantes (6 spp.)
      95. Lapidaria (Dinter & Schwantes) Schwantes ex N. E. Br. (1 sp.)
      96. Schwantesia Dinter (11 spp.)
      97. Erepsia N. E. Br. (31 spp.)
      98. Circandra N. E. Br. (1 sp.)
      99. Roosia van Jaarsv. (2 spp.)
      100. Lampranthus N. E. Br. (209 spp.)
      101. Stoeberia Dinter & Schwantes (5 spp.)
      102. Ruschianthemum Friedrich (1 sp.)
      103. Eberlanzia Schwantes (8 spp.)
      104. Amphibolia L. Bolus ex Herre (5 spp.)
      105. Scopelogena L. Bolus (2 spp.)

  4. Subfamilia Acrosanthoideae Klak
    1. Acrosanthes Eckl. & Zeyh. (6 spp.)

  5. Subfamilia Aizooideae Spreng. ex Arn.
    1. Aizoanthemopsis Klak (1 sp.)
    2. Gunniopsis Pax (14 spp.)
    3. Tetragonia L. (49 spp.)
    4. Aizoanthemum Dinter ex Friedrich (4 spp.)
    5. Aizoon L. (45 spp.)

## Vanjske poveznice
|  | Zajednički poslužitelj ima još gradiva o temi Aizoaceae |
|  | Wikivrste imaju podatke o taksonu Aizoaceae             |